# 飞秒化学
飞秒化学（femtochemistry）是物理化学的一支，研究在极小的时间内化学反应的过程和机理；这一领域涉及的时间间隔短至约10-15秒，即1飞秒，这也就是名称的来源。
1999年，艾哈迈德·泽维尔（Zewail A）因他在这一领域的开创性的研究而获得诺贝尔化学奖。泽维尔运用飞秒激光光束拍摄下反应过程中的变化及生成的中间体。
现在，运用飞秒化学技术可以观察到，反应过程中生成的中间产物与起始物和最终产物都不同。可以预见，运用飞秒化学，化学反应将会更为可控，新的分子将会更容易制造。

## 延伸閱讀
Andrew M. Weiner. . Wiley. 2009  [2017-10-27]. ISBN 978-0-471-41539-8. （原始内容存档于2017-11-03）. （页面存档备份，存于）
- Femtochemistry: Ultrafast Dynamics of the Chemical Bond （页面存档备份，存于）, Ahmed H Zewail, World Scientific, 1994